# Mutant Turtles: Superman Legend
Mutant Turtles: Superman Legend (jap. ミュータントタートルズ 超人伝説編 Myūtanto Tātoruzu: Chōjin Densetsu-hen) – dwuodcinkowy, animowany film OVA stworzony na podstawie z serii Wojownicze Żółwie Ninja. Wyprodukowany przez japońskie studio Ashi Productions.
Odcinki filmu nazywają się kolejno The Great Crisis of the Super Turtles! The Saint Appears! i The Coming of the Guardian Beasts – The Metal Turtles Appear!.

## Fabuła
Film opowiada o przygodach czterech walecznych Żółwi Ninja – Leonarda, Donatella, Michaelangelo i Raphaela, którzy zostali wezwani przez ducha światła Crys-Mu, a także dostają kamienie zwane „Kamieniami Przemiany”, które pozwalają przemienić transformację w super żółwia tylko na trzy minuty. Ich moc została nazwana Super Mutacją. Dodatkowo kamienie przemiany posiadają jedną niezwykłą moc – Świętą Mutację, która pozwala wzmocnić siłę. W tym samym czasie wrogowie Żółwi Ninja – Shredder, Krang, Bebop i Rocksteady, którzy wtargnęli do królestwa Neutrino, zdobyli Mroczny Kamień Przemiany, który jest przeciwieństwem zwykłego kamienia. Wraz ze swoim mistrzem Splinterem i ich przyjaciółką April O'Neil, Żółwie Ninja postanawiają stanąć w twarzą w twarz ze Shredderem i jego bandą.

## Obsada głosowa
Źródło: The Internet Movie Database
- Daiki Nakamura – Leonardo
- Toshiharu Sakurai – Michaelangelo
- Hidenari Ugaki – Donatello
- Hiroyuki Shibamoto – Raphael
- Hideyuki Umezu – Splinter / Krang
- Emi Shinohara – April O'Neil
- Kiyoyuki Yanada – Shredder (Sawaki Oroku)
- Kyousei Tsukui – Bebop
- Hidetoshi Nakamura – Rocksteady
- Rei Sakuma – Crys-Mu / Dark Mu
- Tomohiro Nishimura – Hattori Kinzô